# Championnat de Guinée de football 2023-2024
Navigation
Ligue 1 2022-2023 Ligue 1 2024-2025
La saison 2023-2024 de Ligue 1 est la 60e édition du championnat de Guinée de football.  La compétition rassemble les 14 meilleurs clubs de football de Guinée. Hafia FC défend le titre acquis la saison précédente.

## Équipes participantes
- Hafia FC
- Horoya AC
- Milo Football Club
- Académie SOAR
- CI Kamsar
- Flamme Olympique FC
- Renaissance FC
- ASM Sangarédi
- Wakriya Athletic Club
- AS Kaloum Star
- AS Ashanti Golden Boys
- FC Séquence de Dixinn
- Loubha FC - promu de D2
- Gangan FC - promu de d2

## Déroulement de la saison
Le Milo FC de Kankan termine à la première place du championnat en fin de saison et remporte le premier titre de champion de Guinée de son histoire.

## Compétition

### Règlement
Le classement est calculé avec le barème de points suivant : une victoire vaut trois points, le match nul un. La défaite ne rapporte aucun point.
Le règlement se présente donc ainsi :
1. plus grand nombre de points ;
2. plus grande différence de buts générale ;
3. plus grand nombre de points dans les confrontations directes ;
4. plus grande différence de buts particulière ;
5. plus grand nombre de buts dans les confrontations directes ;
6. plus grand nombre de buts à l'extérieur dans les confrontations directes ;
7. plus grand nombre de buts marqués ;
8. plus grand nombre de buts marqués à l'extérieur ;
9. plus grand nombre de buts marqués sur une rencontre de championnat.

### Classement
| \| Rang \| Équipe \| Pts \| J \| G \| N \| P \| Bp \| Bc \| Diff \| \| ---- \| ---------------------- \| --- \| -- \| -- \| -- \| -- \| -- \| -- \| ---- \| \| 1 \| Milo Football Club \| 53 \| 26 \| 16 \| 5 \| 5 \| 45 \| 28 \| +17 \| \| 2 \| Hafia FC T \| 48 \| 26 \| 14 \| 6 \| 6 \| 49 \| 31 \| +18 \| \| 3 \| ASM Sangarédi \| 44 \| 26 \| 12 \| 8 \| 6 \| 42 \| 27 \| +15 \| \| 4 \| AS Kaloum Star \| 43 \| 26 \| 12 \| 7 \| 7 \| 31 \| 29 \| +2 \| \| 5 \| CI Kamsar \| 39 \| 26 \| 11 \| 6 \| 9 \| 42 \| 35 \| +7 \| \| 6 \| Horoya AC \| 37 \| 26 \| 10 \| 7 \| 9 \| 25 \| 20 \| +5 \| \| 7 \| AS Ashanti Golden Boys \| 33 \| 26 \| 8 \| 9 \| 9 \| 26 \| 27 \| -1 \| \| 8 \| Flamme Olympique FC \| 32 \| 26 \| 7 \| 11 \| 8 \| 24 \| 27 \| -3 \| \| 9 \| Wakriya Athletic Club \| 31 \| 26 \| 8 \| 7 \| 11 \| 28 \| 32 \| -4 \| \| 10 \| Loubha FC P \| 30 \| 26 \| 9 \| 3 \| 14 \| 26 \| 34 \| -8 \| \| 11 \| Renaissance FC \| 30 \| 26 \| 7 \| 9 \| 10 \| 19 \| 27 \| -8 \| \| 12 \| Académie SOAR \| 28 \| 26 \| 7 \| 7 \| 12 \| 20 \| 29 \| -9 \| \| 13 \| FC Séquence de Dixinn \| 27 \| 26 \| 7 \| 6 \| 13 \| 26 \| 35 \| -9 \| \| 14 \| Gangan FC P \| 23 \| 26 \| 6 \| 5 \| 15 \| 15 \| 37 \| -22 \| | Qualifications africaines Ligue des champions 2024-2025 - 1er : Premier tour Coupe de la confédération 2024-2025 - 2e : Premier tour Abréviations - T : Tenant du titre - P : Promus |     |    |    |    |    |    |    |      |
| Rang | Équipe | Pts | J  | G  | N  | P  | Bp | Bc | Diff |
| 1 | Milo Football Club | 53  | 26 | 16 | 5  | 5  | 45 | 28 | +17  |
| 2 | Hafia FC T | 48  | 26 | 14 | 6  | 6  | 49 | 31 | +18  |
| 3 | ASM Sangarédi | 44  | 26 | 12 | 8  | 6  | 42 | 27 | +15  |
| 4 | AS Kaloum Star | 43  | 26 | 12 | 7  | 7  | 31 | 29 | +2   |
| 5 | CI Kamsar | 39  | 26 | 11 | 6  | 9  | 42 | 35 | +7   |
| 6 | Horoya AC | 37  | 26 | 10 | 7  | 9  | 25 | 20 | +5   |
| 7 | AS Ashanti Golden Boys | 33  | 26 | 8  | 9  | 9  | 26 | 27 | -1   |
| 8 | Flamme Olympique FC | 32  | 26 | 7  | 11 | 8  | 24 | 27 | -3   |
| 9 | Wakriya Athletic Club | 31  | 26 | 8  | 7  | 11 | 28 | 32 | -4   |
| 10 | Loubha FC P | 30  | 26 | 9  | 3  | 14 | 26 | 34 | -8   |
| 11 | Renaissance FC | 30  | 26 | 7  | 9  | 10 | 19 | 27 | -8   |
| 12 | Académie SOAR | 28  | 26 | 7  | 7  | 12 | 20 | 29 | -9   |
| 13 | FC Séquence de Dixinn | 27  | 26 | 7  | 6  | 13 | 26 | 35 | -9   |
| 14 | Gangan FC P | 23  | 26 | 6  | 5  | 15 | 15 | 37 | -22  |